# Sioux Falls, Dakota de Sud
Sioux Falls este orașul cel mai populat al statului Dakota de Sud al Statelor Unite ale Americii și sediul comitatului Minnehaha. O parte a sa se găsește și în comitatul alăturat, comitatul Lincoln.
1. ↑  Sioux Falls History (în engleză), accesat în 20 noiembrie 2021
2. ↑   https://www.siouxfalls.org/mayor, accesat în 24 martie 2022 Lipsește sau este vid: |title= (ajutor)